# Battaglia di Siziano
La battaglia di Siziano fu un episodio militare avvenuto il 15 luglio 1159 che vide contrapposti l'esercito dell'imperatore Federico I Barbarossa e degli alleati italiani alle milizie del Comune di Milano.

## Antefatti
Il 7 settembre del 1158 i milanesi, dopo un assedio durato un mese, avevano scelto di arrendersi e consegnare la città al Barbarossa, esortati dal conte Guido III di Biandrate. Le condizioni imposte dal trattato di pace erano alquanto dure ed umilianti poiché prevedevano la rinuncia al controllo sulle città e sui contadi di Como e Lodi e il divieto di muovere loro guerra in futuro, la rinuncia alle regalie e ai privilegi, il pagamento di un'indennità di guerra, il rilascio dei prigionieri, l'approvazione da parte dell'imperatore dei magistrati cittadini, il ripristino dell'autorità dei legati imperiali in città, la consegna di trecento ostaggi scelti tra i capitani, i valvassori e il popolo oltre ad altri capitoli di minore importanza. In cambio i milanesi ottennero l'eliminazione del bando che pendeva sulla città, il mantenimento dei diritti ecclesiastici su Como e Lodi e il rilascio di alcuni prigionieri.
Il Barbarossa però non si accontentò della vittoria e due settimane dopo garantì a Monza l'autonomia da Milano e dietro una grande somma di denaro indusse i contadi del Seprio e della Martesana ad abbandonare l'alleanza con i milanesi, nominando Gozuino quale loro conte. L'11 novembre nella Seconda Dieta di Roncaglia revocò privilegi e regalie a tutte quelle città lombarde che non fossero in grado di dismotrarne la legittimità e si arrogò il diritto di nominare i nuovi magistrati cittadini, in particolare il podestà, che i milanesi sino a quel momento non avevano mai avuto. Non contento, sentenziò sempre a favore delle città alleate e a danno di milanesi, cremaschi e piacentini al fine di dirimere le numerose controversie.
Nei mesi successivi Corrado di Maze e Rodegerio, lasciati dal Barbarossa a presidio del castello di Trezzo, effettuarono una serie di scorrerie e violenze nelle campagne milanesi spingendosi sino a Segrate e l'imperatore, istigato dai cremonesi, si apprestava a voler atterrare il castello di Crema, città alleata dei milanesi. Il casus belli che riaprì le ostilità tra Milano e il Barbarossa si verificò però nel gennaio del 1159 quando una delegazione composta dall'arcicancelliere Rainaldo di Dassel e dai conti Ottone V di Baviera, Gozuino e Guido III di Biandrate, si recò a Milano per nominare il primo podestà. Quando il popolo venne a sapere il proposito della loro visita, iniziarono i tumulti e presto i legati si trovarono circondati da una folla armata nel monastero di Sant'Ambrogio, dove alloggiavano. Questa volta il tentativo di Guido di persuadere il popolo a piegarsi al volere dell'imperatore fallì e i quattro furono costretti a fuggire durante la notte.
L'imperatore, irritato per il trattamento riservato ai suoi legati, fece convocare l'arcivescovo e i cittadini più insigni presso la corte regia di Marengo. Questi provarono a spiegare le loro ragioni ma fu tutto inutile pertanto, quando nelle settimane successive furono nuovamente invitati a comparire davanti all'imperatore, non si presentarono, sapendo che non avrebbero ottenuto nulla. Allora il Barbarossa, appoggiato dai giuristi bolognesi, il 16 aprile li dichiarò ribelli, riaprendo formalmente le ostilità.
Il 18 aprile i milanesi si portarono a Trezzo e dopo tre giorni d'assedio catturarono il castello, facendo un buon bottino e prendendo prigioniero Rodegerio insieme a duecento cavalieri tedeschi. Il 7 giugno, giorno di Pentecoste, tentarono un assalto a Lodi che però fallì grazie al valore dei difensori; caddero tre nobili e altri quattordici milanesi furono catturati. L'11 giugno, dopo essersi accordati con i cremaschi affinché attaccassero il ponte sull'Adda distraendo i lodigiani, i milanesi attaccarono di nuovo la città prima dell'alba ma ancora una volta invano. Il 5 luglio i cremonesi mossero alla volta di Crema per assediarne il castello e i milanesi inviarono in soccorso dei cremaschi quattrocento fanti e diversi cavalieri al comando del console Manfredo da Dugnano.

## Battaglia
Il 15 luglio il Barbarossa si portò di notte insieme all'esercito e alle milizie lodigiane a Landriano con l'intento di tendere un'imboscata ai milanesi. Dopo essersi riunito con le milizie pavesi, che ivi lo attendevano, proseguì affiancato dal duca Berthold V di Zähringen sino a Cavagnera. A quel punto ordinò ai fanti pavesi di avanzare attestandosi a Siziano ed ai cavalieri di distribuirsi tra Gaggiano, Gratosoglio e Villamaggiore, eccetto un gruppo di cento cavalieri pavesi che avrebbero dovuto giungere sino alle porte di Milano per provocare i milanesi, attirarli fuori città, attaccare una breve mischia per poi ritirarsi e farsi inseguire sino al luogo in cui sarebbe scattata la trappola. Un contadino milanese del Gratosoglio si accorse della presenza del nemico ed avvertì i cittadini. Subito uscì una squadra di cavalieri milanesi che intercettò i pavesi ed attaccò battaglia. I pavesi non riuscirono a sganciarsi come era stato loro comandato, molti furono uccisi, feriti o presi prigionieri e i restanti si diedero ad una fuga precipitosa verso sud, inseguiti dai milanesi fino a Pontelungo. Il Barbarossa, non vedendo comparire né gli alleati né i nemici e probabilmente informato della disfatta, decise di ritentare un'imboscata, cercando di cogliere alla sprovvista i milanesi sulla via di ritorno. Ordinò pertanto che i pavesi che si erano attestati nei villaggi suddetti percorressero una delle due strade principali che conducevano a Milano mentre egli insieme ai tedeschi e ai lodigiani avrebbe cercato di intercettare i milanesi sull'altra. Questi ultimi individuarono i pavesi nei dintorni di Siziano e li assaltarono, mettendoli ancora una volta in fuga. Poco dopo però il Barbarossa sopraggiunse con le sue forze e grazie alla superiorità numerica e al fatto che i nemici fossero stanchi per i due scontri precedenti e appesantiti dal bottino, li prese alle spalle e li costrinse ad una fuga disordinata.

## Conseguenze
Secondo Radevico caddero centocinquanta milanesi e circa seicento furono presi prigionieri ma per il Morena, che pure parteggiava per l'imperatore, i caduti furono solo cinquanta e i prigionieri circa trecento e anche Sire Raul, vicino ai milanesi, fornisce cifre simili. Tra i prigionieri più insigni vi furono i nobili Guido da Landriano e il fratello Enrico, Codemalio Pusterla, Abiatico Marcellino, Ugone Crosta, Ambrogio Paleari, Manfredo Bando, Arderico Naselli, Negro Grassi e Pagano Borri.
In seguito alla sconfitta i milanesi, insieme agli alleati piacentini, cremaschi e bresciani, inviarono legati a papa Adriano IV, che già nei mesi precedenti aveva mostrato simpatie verso di loro avendo avuto un duro scontro con il Barbarossa in merito all'elezione del nuovo vescovo di Ravenna. I lombardi si impegnarono a non firmare alcuna trattato con l'imperatore, il papa in cambio lo avrebbe scomunicato entro undici giorni. Sfortunatamente per i lombardi, il papa morì pochi giorni dopo, l'11 settembre, senza poter attuare quanto promesso. Gli sviluppi furono persino peggiori poiché a fronte dell'elezione a nuovo pontefice di Alessandro III, il cardinale Ottaviano de' Monticelli, appoggiato da Guido di Biandrate (figlio omonimo del conte), Giovanni da San Callisto e altri quattro cardinali, si fece nominare antipapa con il nome di Vittore IV e fu subito appoggiato dai ghibellini.